# Carry Geijssen
Carolina Cornelia Catharina "Carry" Geijssen, född 11 januari 1947 i Amsterdam, är en nederländsk före detta skridskoåkare.
Geijssen blev olympisk guldmedaljör på 1 000 meter vid vinterspelen 1968 i Grenoble.